# 城巴10線
城巴10線是香港島的一條巴士路線，來往堅尼地城及北角碼頭，提供來往堅尼地城、石塘咀、西營盤、上環、中環、金鐘、灣仔（皇后大道東）、銅鑼灣（禮頓道及邊寧頓街）、天后（高士威道及英皇道）、炮台山及北角的流水線巴士服務。

## 簡介及歷史

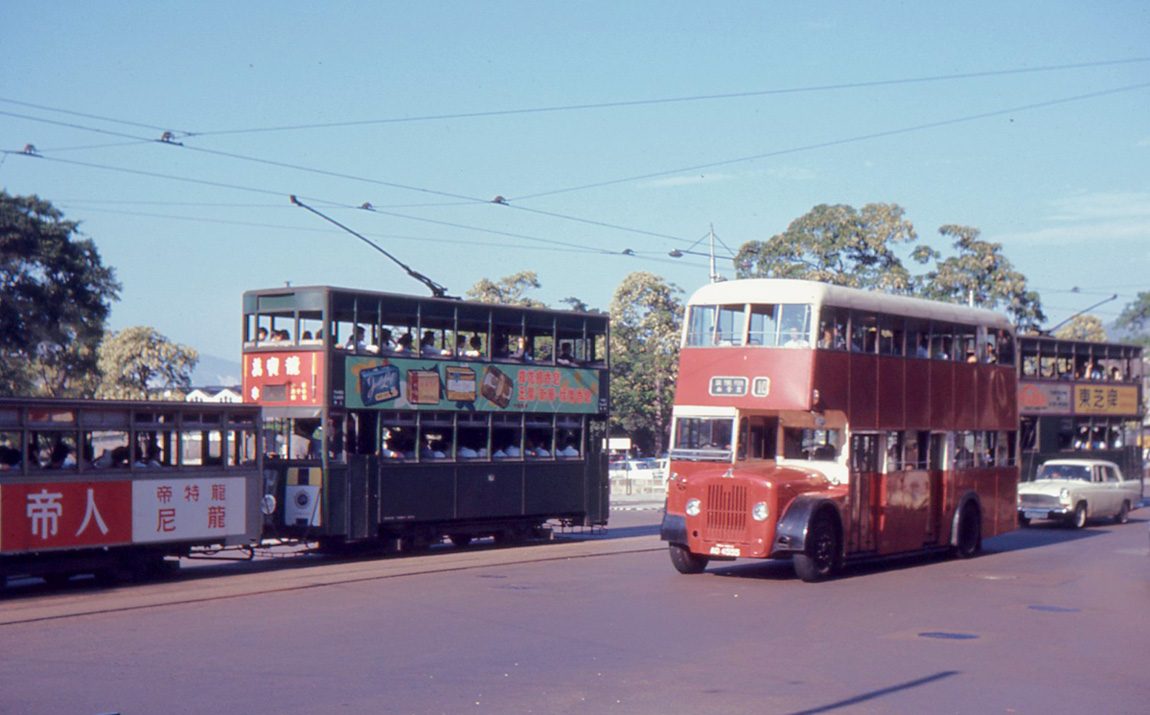
中巴佳牌阿拉伯五型巴士行走10線，1967年攝於皇后大道中

本線於1951年8月1日投入服務，取代2號線北角至中環短程班次，當時由中華巴士營辦，來往北角至水坑口。1956年3月1日起延長至西營盤（當時總站為東邊街，1962年3月11日起遷往正街）。1980年5月1日配合中巴路線重組而延長至堅尼地城，再把終點站遷至北角碼頭公共運輪交匯處。本線由於貫穿港島心臟地帶，加上收費便宜，一直以來吸引不少沿線居民乘搭，令客量十分龐大，一度是中巴的皇牌市區路線。
縱然在1993年（Network 26 新里程）及1995年，運輸署多次削減中巴來往西區的路線予城巴營運，本線一直未受影響。但在1998年9月1日中巴專營權結束，把大部分路線交給新巴營運時，運輸署卻把本線交由城巴營運，令城巴幾乎壟斷西區的巴士服務。
城巴接辦後，全線改派空調巴士行走本線，部分更是簇新的丹尼士三叉戟三型巴士。由於本線收費便宜，吸引不少乘客乘搭。但自從新巴18線提升服務後，不少來往堅尼地城及北角的乘客紛紛改乘這條以特快作為賣點的路線。話雖如此，本線交由城巴營運後，一直保持頗廉的收費，即使西區已有港鐵服務，但本線的客量仍未有動搖。
本線是由香港藝術發展局主辦的「動感藝廊2008」的巴士車身設計比賽得獎作品的指定展出路線，於2008年6月14日至12月13日期間於行走本路線上的巴士上展出。
2018年2月12日：增設實時抵站時間查詢服務。

## 服務時間及班次
| 堅尼地城開           | 堅尼地城開  | 堅尼地城開   | 北角碼頭開           | 北角碼頭開  | 北角碼頭開   |
| 日期                 | 服務時間    | 班次（分鐘） | 日期                 | 服務時間    | 班次（分鐘） |
| -------------------- | ----------- | ------------ | -------------------- | ----------- | ------------ |
| 星期一至五           | 05:30-06:06 | 18           | 星期一至五           | 05:30-06:00 | 15           |
| 星期一至五           | 06:06-06:22 | 16           | 星期一至五           | 06:00-07:00 | 12           |
| 星期一至五           | 06:22-08:52 | 15           | 星期一至五           | 07:00-08:00 | 15           |
| 星期一至五           | 08:52-09:05 | 13           | 星期一至五           | 08:00-10:00 | 10           |
| 星期一至五           | 09:05-09:55 | 10           | 星期一至五           | 10:00-11:57 | 9            |
| 星期一至五           | 09:55-11:52 | 9            | 星期一至五           | 11:57-12:42 | 7/8          |
| 星期一至五           | 11:52-12:45 | 7/8          | 星期一至五           | 12:42-17:48 | 9            |
| 星期一至五           | 12:45-17:06 | 9            | 星期一至五           | 17:48-18:48 | 10           |
| 星期一至五           | 17:17       | 17:17        | 星期一至五           | 18:48-00:00 | 12           |
| 星期一至五           | 17:29-01:05 | 12           |                      |             |              |
| 星期六、日及公眾假期 | 05:30-06:06 | 18           | 星期六、日及公眾假期 | 05:30-06:00 | 15           |
| 星期六、日及公眾假期 | 06:06-06:22 | 16           | 星期六、日及公眾假期 | 06:00-07:00 | 12           |
| 星期六、日及公眾假期 | 06:22-08:52 | 15           | 星期六、日及公眾假期 | 07:00-08:00 | 15           |
| 星期六、日及公眾假期 | 09:05       | 09:05        | 星期六、日及公眾假期 | 08:00-19:00 | 10           |
| 星期六、日及公眾假期 | 09:15-17:05 | 10           | 星期六、日及公眾假期 | 19:00-00:00 | 12           |
| 星期六、日及公眾假期 | 17:05-01:05 | 12           |                      |             |              |

## 收費
全程：$4.4
| - 本線設有12歲以下小童及65歲或以上長者半價優惠。 - 65歲或以上香港居民使用「樂悠咭」，以及12歲以下合資格殘疾兒童使用「殘疾人士身份」個人八達通繳付車資，均可享有每程$2.0或半價（以較低者為準）的票價優惠；12至64歲合資格殘疾人士使用「殘疾人士身份」個人八達通（包括「樂悠咭」），以及60至64歲香港居民使用「樂悠咭」繳付車資，均可享有每程$2.0或全費（以較低者為準）的票價優惠。 - 65歲或以上長者如使用長者或一般個人八達通繳付車資，則只可享有半價優惠；12至64歲合資格殘疾人士如不使用「殘疾人士身份」個人八達通，以及60至64歲人士如不使用「樂悠咭」繳付車資，必須繳付全費。 - 乘客可以現金或八達通於上車時付款，不設找續。 - 每位成人乘客可免費攜帶最多兩名4歲以下而不佔座位的兒童乘客乘車，超額之4歲以下小童必須繳付小童車費乘車。 - 九龍巴士、城巴及龍運巴士全職員工及家屬（不包括外判職員）可免費乘搭本路線，惟必須拍職員或職員家屬八達通。 - 乘客亦可使用AlipayHK「易乘碼」、支付寶、WeChatHK／微信支付「搭車碼」、銀聯雲閃付「乘車碼」及BOC Pay「乘車碼」、具有感應式支付功能的VISA、Mastercard及銀聯卡，以及Apple Pay、Google Pay及Samsung Pay流動支付平台繳付車資。使用此支付方式的乘客可享有中途下車之分段收費，以及與其他城巴獨營路線或聯營線城巴班次之轉乘優惠，惟不適用於與非城巴路線之轉乘優惠。乘客亦不能享有「公共交通費用補貼計劃」及「長者及合資格殘疾人士公共交通票價優惠計劃」。 |

### 八達通轉乘優惠
乘客登上本線後指定時間內以同一張八達通卡轉乘以下路線，或從以下路線登車後指定時間內以同一張八達通卡轉乘本線，次程可獲車資折扣優惠：
10←→1、8X、25A、43M，轉乘時限為90分鐘
- 10往北角碼頭 → 1、8X往跑馬地或25A往寶馬山，次程車資全免
- 10往北角碼頭 → 8X往小西灣，次程可獲$2.2折扣優惠
- 1往摩星嶺或8X往跑馬地 → 10往堅尼地城，次程車資全免
- 10往堅尼地城 → 1往摩星嶺，次程車資全免
- 1往跑馬地 → 10往北角碼頭，次程車資全免
- 10往堅尼地城 → 43M往田灣邨，回贈首程車資
- 43M往石塘咀 → 10往北角碼頭，次程車資全免

10←→12，次程可獲$3折扣優惠，轉乘時限為90分鐘
- 10往堅尼地城 → 12往羅便臣道
- 12往中環碼頭 → 10往北角碼頭

10←→15，轉乘時限為120分鐘
- 10往堅尼地城 → 15往山頂，回贈首程車資
- 15往中環 → 10往北角碼頭，次程車資全免

10←→西隧及機場路線
- 10任何方向 → 930(A/X)、952、962(X)、967、969(A/B)往新界、A12或E11(A)往機場，回贈首程車資，轉乘時限為60分鐘
- 930(A/B/X)、952(P)、962(A/P/X)、967、969(A/B/P)或E11(A)往港島 → 10任何方向，次程車資全免，轉乘時限為120分鐘
- A12往小西灣 → 10往北角碼頭，次程車資全免，轉乘時限為120分鐘

## 使用車輛

### 中巴時代
本線早期使用佳牌UF型大型單層巴士行走，1960年代開始加入雙層的佳牌阿拉伯四型、佳牌阿拉伯五型和利蘭泰坦PD3行走。1970年代開始以丹拿珍寶（LF）作為主力車款。這些巴士行走本線的時間，已經有差不多近20年之久，這是香港所有專利巴士路線中少有的。無獨有偶，多年來涉及中巴的縱火案中，行走本線的丹拿珍寶（不論是配金屬部分車身抑或是配亞歷山大車身）更曾多次被人蓄意縱火，而且發生地點皆為於北角碼頭巴士總站，這可算是本線的一個「紀錄」。不過這些配金屬部分車身的1975年出廠的丹拿珍寶巴士始終相當殘破，加上中巴多條路線先後城巴接辦，車隊規模也不斷萎縮，這些古老的巴士也最終在1997年末全數退役。之不過取代配金屬部分車身丹拿珍寶的車款，卻是配有亞歷山大車身的1976年至1979年出廠的丹拿珍寶，當時的車齡也接近20年。
1996年8月23日起，本線加入空調巴士行走，由於當時中巴的空調巴士嚴重不足，因此本線的空調巴士服務只在早上及晚間繁忙時間行走（一天只開出固定班次數班），非繁忙時間仍全以非空調巴士行走。
到了1998年，本線仍然採用這些十分殘舊的1970年代出廠的丹拿珍寶行走，但也開始採用較新款的1980年代出廠的3軸非空調巴士客串，包括丹尼士禿鷹巴士12米（DL）和都城嘉慕超級都城型12米（ML）。

### 現況
現時此路線主要使用Enviro500／MMC 12米（8110-8490）、斯堪尼亞K280UD（8900）及Enviro500 MMC 12.8米（6300-6420）雙層巴士行走；另外，此路線常與同以堅尼地城為總站的路線（5B及5X線）互調車輛。
因應本線及其他西區路線（如5B）的龐大需求及大量流水客量，城巴更特別把25輛1996年富豪奧林比安12米巴士（編號511-535）下層的部份座椅拆除，改作企位位置，以提高巴士的載客量及加快乘客流動速度。
城巴的2001年世冠K94UB（車隊編號2800）剛投入服務時，曾在本線服務，但近年已調派到其他路線服務。此外，一批1998年丹尼士三叉戟三型巴士曾獲派到本線作為固定用車，但已調離本線。
由2016年11月19日起，此路線獲批准使用Enviro500 MMC 12.8米（63**-64**）行走。

## 行車路線
堅尼地城開經：西寧街、域多利道、加多近街、吉席街、堅尼地城海旁、德輔道西、干諾道西、干諾道中、急庇利街、德輔道中、遮打道、美利道、金鐘道、皇后大道東、摩理臣山道、禮頓道、邊寧頓街、怡和街、高士威道、英皇道、書局街、渣華道及電照街。
逢星期日及公眾假期，本線將不經斜體字之路段，改經介乎歷山大廈至美利道一段的德輔道中。
北角碼頭開經：琴行街、英皇道、高士威道、禮頓道、"摩理臣山道、（黃泥涌道）、皇后大道東、金鐘道、德輔道中、域多利皇后街、皇后大道中、皇后大道西、卑路乍街、域多利道及西寧街。
"於跑馬地馬場進行賽馬期間，本線將改經括號內之路段，然後返回皇后大道東原有路線。

### 沿線車站
| 堅尼地城開 | 堅尼地城開           | 堅尼地城開                 | 北角碼頭開 | 北角碼頭開     | 北角碼頭開                 |
| 序號       | 車站名稱             | 位置                       | 序號       | 車站名稱       | 位置                       |
| ---------- | -------------------- | -------------------------- | ---------- | -------------- | -------------------------- |
| 1          | 堅尼地城             | 堅尼地城（西寧街）巴士總站 | 1          | 北角碼頭       | 北角碼頭公共運輸交匯處     |
| 2          | 西市街               | 域多利道                   | 2          | 琴行街         | 英皇道                     |
| 3          | 爹核士街             | 吉席街                     | 3          | 新都城大廈     | 英皇道                     |
| 4          | 卑路乍灣公園         | 堅彌地城海旁               | 4          | 長康街         | 英皇道                     |
| 5          | 西祥街               | 堅彌地城海旁               | 5          | 炮台山站       | 英皇道                     |
| 6          | 歌連臣街             | 堅彌地城海旁               | 6          | 清風街         | 英皇道                     |
| 7          | 堅尼地城游泳池休憩處 | 德輔道西                   | 7          | 皇仁書院       | 高士威道                   |
| 8          | 山道                 | 德輔道西                   | 8          | 香港中央圖書館 | 高士威道                   |
| 9          | 嘉安街               | 德輔道西                   | 9          | 加路連山道     | 禮頓道                     |
| 10         | 西區警署             | 德輔道西                   | 10~        | 紀利華木球會   | 禮頓道                     |
| 11         | 正街                 | 德輔道西                   | 11~        | 跑馬地馬場     | 摩理臣山道                 |
| 12         | 東邊街               | 德輔道西                   | #          | 體育道         | 黃泥涌道                   |
| 13         | 修打蘭街             | 德輔道西                   | #          | 樂活道         | 黃泥涌道                   |
| 14         | 永安中心             | 德輔道中                   | #          | 跑馬地（下）   | 跑馬地（下）巴士總站       |
| 15         | 恒生銀行總行           | 德輔道中                   | 12         | 錫克廟         | 皇后大道東                 |
| 16         | 德忌利士街           | 德輔道中                   | 13         | 香港華仁書院   | 皇后大道東                 |
| 17*        | 皇后像廣場           | 遮打道                     | 14         | 胡忠大廈       | 皇后大道東                 |
| 18*        | 美利道               | 美利道                     | 15         | 聯發街         | 皇后大道東                 |
| ^          | 歷山大廈             | 德輔道中                   | 16         | 太古廣場三座   | 皇后大道東                 |
| ^          | 遮打花園             | 德輔道中                   | 17         | 太古廣場       | 金鐘道                     |
| 19         | 金鐘站               | 金鐘道                     | 18         | 中銀大廈       | 金鐘道                     |
| 20         | 太古廣場三座         | 皇后大道東                 | 19         | 置地廣場       | 德輔道中                   |
| 21         | 聯發街               | 皇后大道東                 | 20         | 中環街市       |                            |
| 22         | 廈門街               | 皇后大道東                 | 21         | 威靈頓街       |                            |
| 23         | 尚翹峰               | 皇后大道東                 | 22         | 荷李活華庭     |                            |
| 24         | 聖若瑟小學           | 皇后大道東                 | 23         | 上環文娛中心   |                            |
| 25         | 伊利沙伯體育館       | 皇后大道東                 | 24         | 帝后華庭       | 皇大道西                   |
| 26         | 禮頓道               | 摩理臣山道                 | 25         | 修打蘭街       | 皇大道西                   |
| 27         | 勿地臣街             | 禮頓道                     | 26         | 東邊街         | 皇大道西                   |
| 28         | 雲翠大廈             | 禮頓道                     | 27         | 正街           | 皇大道西                   |
| 29         | 邊寧頓街             | 邊寧頓街                   | 28         | 西邊街         | 皇大道西                   |
| 30         | 維多利亞公園         | 高士威道                   | 29         | 朝光街         | 皇大道西                   |
| 31         | 銀幕街               | 英皇道                     | 30         | 石塘咀市政大廈 | 皇大道西                   |
| 32         | 七海商業中心         | 英皇道                     | 31         | 日富里         | 皇大道西                   |
| 33         | 電廠街               | 英皇道                     | 32         | 西寶城         | 卑路乍街                   |
| 34         | 糖水道               | 英皇道                     | 33         | 山市街         | 卑路乍街                   |
| 35         | 馬寶道               | 書局街                     | 34         | 聯邦新樓       | 卑路乍街                   |
| 36         | 北角碼頭             | 北角碼頭公共運輸交匯處     | 35         | 加惠民道       | 域多利道                   |
|            |                      |                            | 36         | 堅尼地城       | 堅尼地城（西寧街）巴士總站 |

註：

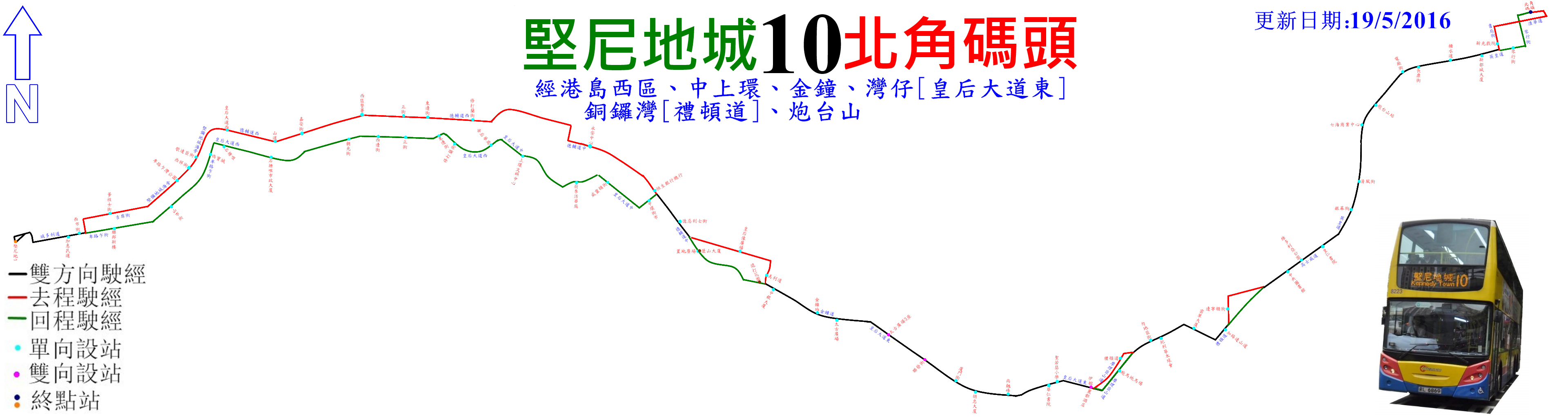
本線的走線圖

1. 逢星期日及公眾假期，由堅尼地城開出的班次，不停有 * 號之分站，改停有 ^ 號之分站
2. 於跑馬地馬場進行賽馬期間，由北角碼頭開出的班次，不停有 ~ 號之分站，改停有 # 號之分站

## 外部連結
- 城巴/新巴網頁 10號線資料 （页面存档备份，存于）
- 城巴10線路線圖 （页面存档备份，存于）
- 城巴10線詳細時間表 （页面存档备份，存于）